# Bilal Ouacharaf
Bilal Ouacharaf Guennouni (El Ejido, 9 de mayo de 2002) es un futbolista marroquí que juega como lateral derecho en el Atlético Malagueño de la Tercera Federación.

## Trayectoria
Nacido en El Ejido, se une al fútbol base del Málaga CF en 2017 tras pasar por la AD Polideportivo Aguadulce y el CD El Ejido, firmando el 15 de febrero de 2019 su primer contrato profesional hasta 2021. El 7 de julio de 2021 renueva su contrato con el club y debuta con el filial el 12 de septiembre de ese año al entrar como suplente en la segunda mitad de una derrota por 2-1 frente al Motril CF en la Tercera Federación.
Logra debutar con el primer equipo el 22 de diciembre de 2022 al partir como titular en la derrota por 2-1 frente al Gimnàstic de Tarragona en la Copa del Rey. Su debut profesional llega el siguiente 27 de mayo de 2023 al entrar como suplente en la segunda mitad de un empate por 1-1 frente a la UD Ibiza en la Segunda División.

## Clubes
Actualizado al último partido disputado el 27 de mayo de 2022.
| Club               | País   | Año       | Partidos | Goles |
| ------------------ | ------ | --------- | -------- | ----- |
| Atlético Malagueño | España | 2021-act. | 51       | 3     |
| Málaga CF          | España | 2022-act. | 2        | 0     |